# Bantian

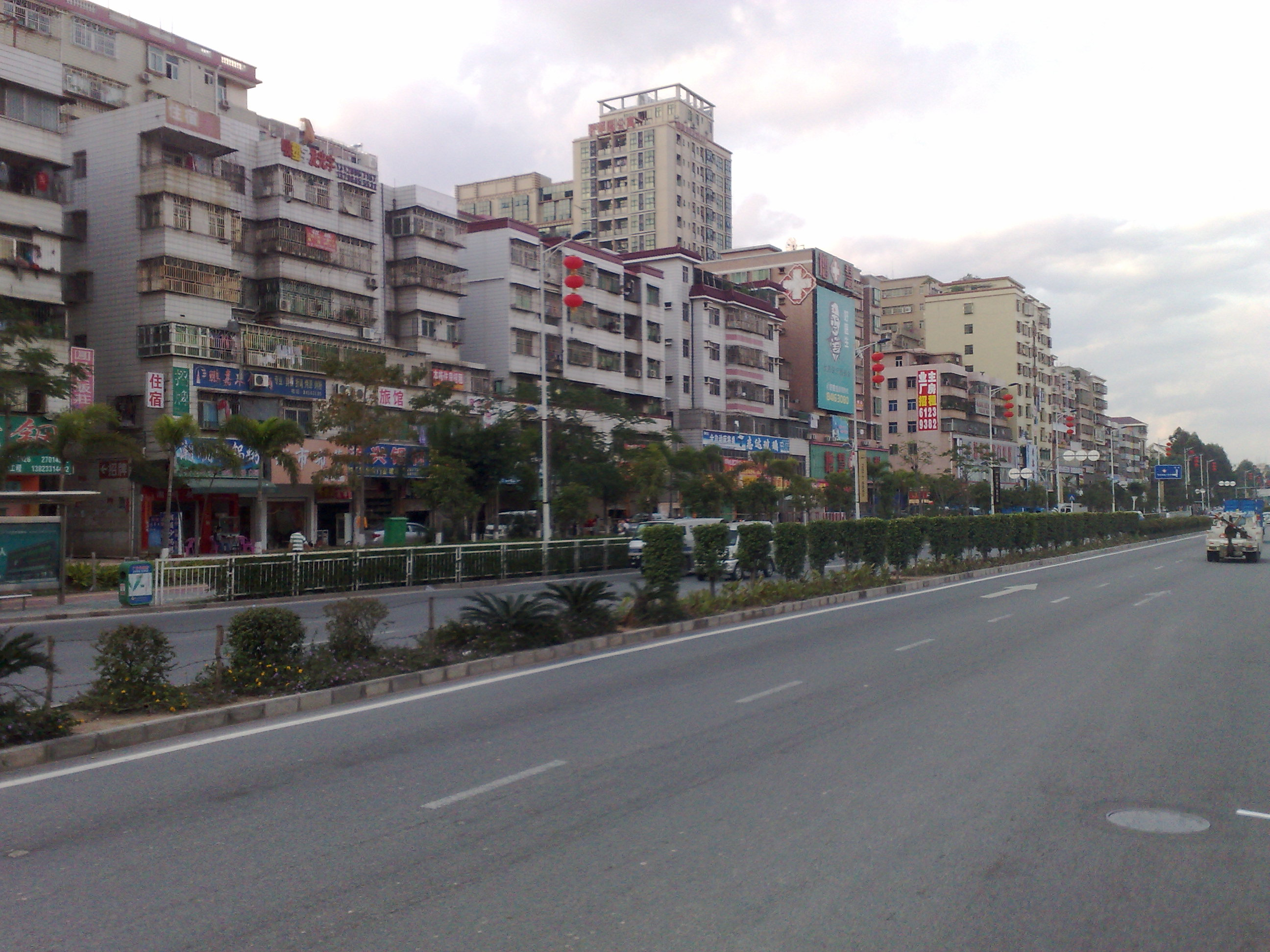
Straat in Bantian

Bantian is een subdistrict in district Longgang, stadsprefectuur Shenzhen. Bantian is sinds 29 april 2006 een subdistrict en heeft negen inwonergemeenschappen. Het heeft een oppervlakte van 28,51 km². Er wonen 468.000 mensen in deze subdistrict. Vierhonderdduizend mensen wonen meestal in Bantian en 36.000 mensen hebben een eigen huis daar.
Bantian · Buji · Dapeng · Henggang · Kengzi · Kuichong · Longcheng · Longgang · Nanao · Nanwan · Pingdi · Pinghu · Pingshan